# Silvia Cambir
Silvia Maria Cambir (Hanu Conachi, 24 de enero de 1924-2007) fue una pintora expresionista, retratista e ilustradora de libros rumana.

## Biografía
Cambir nació en la localidad rumana de Hanu Conachi, en el distrito de Galați. Estudió en la Facultad de Letras y Filosofía de la Universidad de Bucarest, así como en la Universidad Nacional de las Artes de Bucarest con el pintor rumano Camil Ressu. Se convirtió en miembro de la Unión de Artistas Visuales de Rumania (UAP) en 1956. Su obra fue reconocida por críticos de arte como Petru Comarnescu, Ion Frunzetti y Dan Grigorescu. En 2006 recibió el Gran Premio de la UAP.
Cambir era la más veterana de un grupo de artistas que visitaba regularmente la ciudad de Balchik de entreguerras. Sus obras en plein air se exhibieron regularmente en exposiciones colectivas. También fue la autora de un diccionario de arte rumano.

## Reconocimientos
- 2004 - Premio Samuil Rosei
- 2005 - Premio Margareta Sterian
- 2006 - Gran Premio de la UAP